# Strojně oddělené drůbeží maso

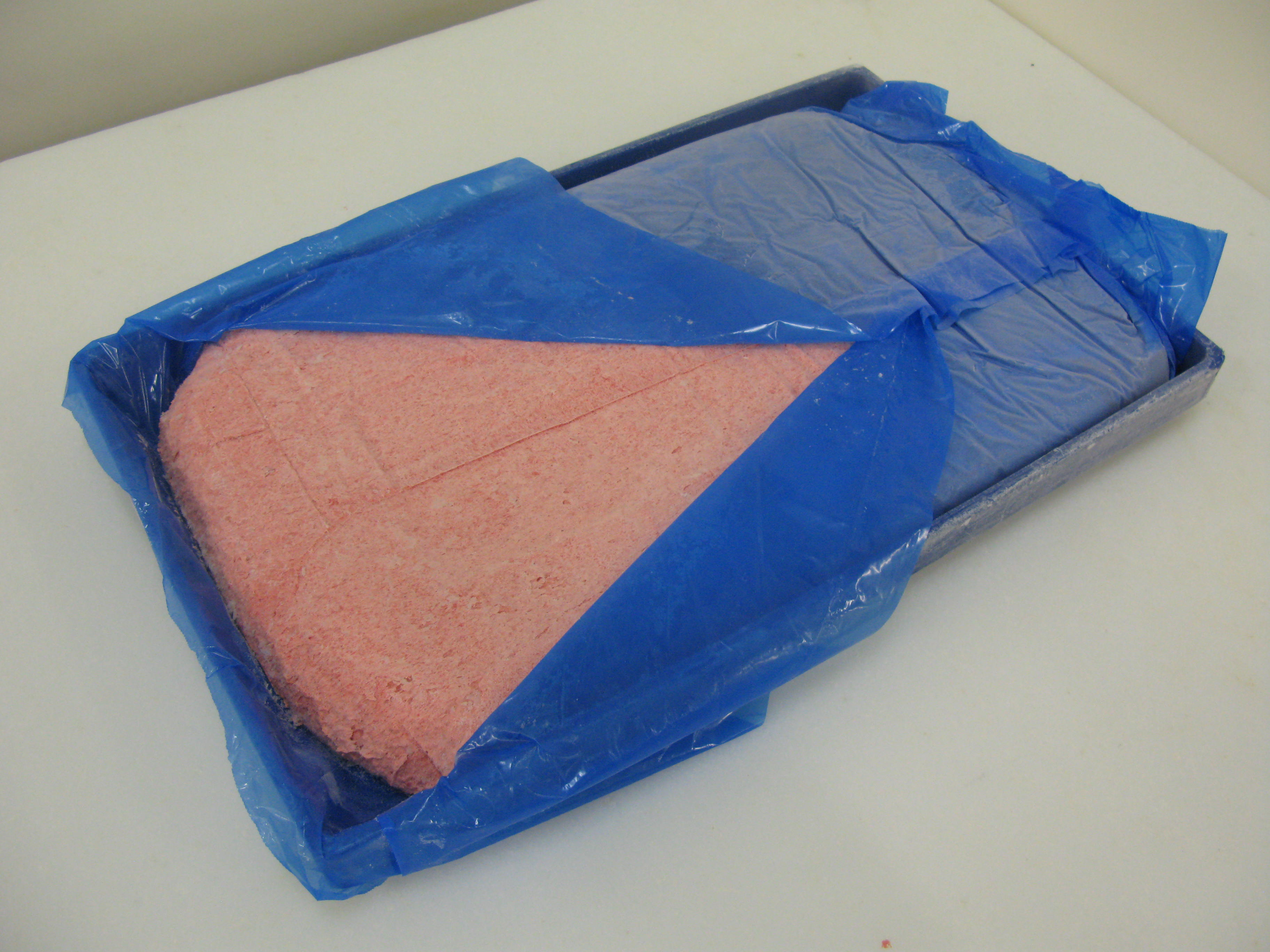
Strojově oddělené drůbeží maso určené pro tepelné zpracování

Strojně oddělené drůbeží maso (SOM), zvané též drůbeží separát jsou složky masa z kostí jatečně opracovaných těl drůbeže. Jedná se o zbytky, které vznikají po oddělení kvalitního masa.
Výsledný produkt je směs, která se primárně skládá z tkání, které se obecně nepovažují za maso, spolu s mnohem menším množstvím skutečného masa (svalová tkáň).
Proces je kontroverzní; například Forbes jej nazval "ne příliš lákavým způsobem výroby masa".

## Charakteristika
Podle zpracování existují dva druhy strojově odděleného masa:
1. měkké oddělování: jedná se o oddělování měkkých tkání a kůže od koster vysokým tlakem. Výsledný produkt se používá do výrobků, jakými jsou např. sekaná, hamburgery, nugety, či salámy. Separát se přidává i do různých masných konzerv, paštik a jiných masných výrobků.
2. tvrdé oddělování: zde dochází i k drcení kostí a protlačování přes jemné síto, přičemž kostní drť je pečlivě oddělena. Vzniká jemná masová pasta, která se skládá z částic menších než 1 mm. Tento druh separátu je používán pro výrobky, které vyžadují tepelnou úpravu.

Drůbeží separáty se široce začaly používat jako náhražka masa od 90. let 20. století. Tento produkt výrazně zlevňuje výrobky, do kterých je přidáván.
Strojně oddělené maso nesplňuje dle Specifických požadavků na označování masných výrobků definici pro maso a nesmí
proto být při označování masných výrobků započítáváno do deklarovaného obsahu masa. 